# Лука (Калуський район)
Лука́ — село в Войнилівській громаді Калуського району Івано-Франківської області України.

## Історія
Село розміщене в родючій долині Дністра, яка була освоєна нашими предками з давніх-давен. Однак перша документальна згадка про село наявна уже з XV століття, з якого уцілів масив писемних документів  — 1435 рік.

### Давні часи
У власному маєтку в селі часто перебувала за життя Ельжбета Луція Сенявська. 21 вересня 1617 року на село напали татари. Власниця втекла, переховувалась в болотистих хащах біля Дністра. Її піймали 23 вересня, вдарили шаблею, вона знепритомніла; від утоплення в річці її врятували селяни.
У селі був замок поміщика Лутовського, яким у 1648 році оволоділи повсталі селяни, а також маєтком у селі Колодіїв цього ж поміщика.
Надрічкова частина села називалася Перевіз, а південний присілок з фільварком — Кулішівка.
У 1880 році було 485 мешканців у селі та 82 на прилеглій території (70 римо-католиків, решта греко-католики), церква святого Івана Златоуста. До парафії належала і Цвітова. Деканат журавенський, архієпархія львівська.
Найбільшою трагедією стали роки І світової війни. Село зазнало руйнувань, люди змушені були евакуюватись у с. Діброву, яка ставала великим сховищем для люду. У Дністрі, який треба було форсувати, під час боїв, гинуло багато солдатів, потопаючи у водах. Коло церкви поховали двох авіаторів.
З постанням Західноукраїнської Народної Республіки зажевріла надія на заможне життя. Два молоді хлопці з Луки воювали у лавах Січових Стрільців. Це — Панько Швікун і Петро Наконечний (загинув у нерівному бою).

### Польська окупація
У 1919 р. після 10-місячної війни Галичина потрапила під владу шовіністичної Польщі. Польський уряд терором тримав народ у покорі, проходило ополячування людей, але дух українства в народі жив. Люди прагнули до освіти. Підтверджене повітовим плебісцитом 1932 року бажання більшості селян навчати дітей у школі українською мовою зневажив війт-поляк. У селі була двокласна школа, у якій працювало двоє вчителів: Владислав Махнік і його дружина Катерина. Навчання проводилося по хатах, бо стара школа розвалилась у час війни, тільки в 1937-38 рр. було збудовано нову — за громадські кошти. Будинок зберігся і донині.
У селі до війни було 180 господарств. Крім українців, тут проживало 15 поляків і три сім'ї євреїв: Беренцвай, Вайс і Каратар.
Більшість землі села належала поміщикові Преку, будинки якого були розміщені на Слопах, за кілометр від села. Панські поля обробляли люди за безцінь. Часто під час жнив селяни страйкували, вимагаючи більшої плати.
У роки польської окупації Йосиф Вовк, Степан Драпайло, Володимир Мельничук, Петро Яцишин, Василь Бекеш гуртували молодь у читальні. Був організований хор, яким керував диригент Андрій Чолій із села Верхні. Він загинув від рук кадебістів, його прах спочиває в Дем'янових Лазах біля Івано-Франківська. Свій талант Чолій передав Михайлові Білому, якого вбили радянські облавники на ріці Дністер. Передові селяни почали боротьбу з національною темнотою. Коли по селах пронеслися пісні про Січ, у серцях людей скріпилася віра в перемогу правди. Йосиф Вовк організував товариство «Луг», у яке вступило 65 молодих хлопців та дівчат. Починається культурноосвітня праця. Товариство організовувало фестини. Кожного року відзначалися Січові свята.
Старожили пам'ятають сім'ю священика Турчмановича, його сина Михайла (Михаська). До них приїжджав Степан Бандера. Михасько загинув в Америці від кулі кадебістського агента, який попросився до нього на нічліг. Другий син пропав безвісти, дочка під чужим ім'ям переховувалась у Львові, отруїлася, щоб живою не здатися в руки катам. Священика, вже немічного, доглядала Магдалина Драпайло. Так гинули люди, здобуваючи дорогою ціною волю.
У 1939 році в селі проживало 980 мешканців (875 українців, 10 поляків, 80 латинників і 15 євреїв).

### Московські загарбники
Після приєднання Західної України до СРСР село ввійшло 17 січня 1940 р. до новоутвореного Войнилівського району. Панські будинки були знищені, майно конфісковано. У тому ж році людей насильно зігнано в колгосп, головою якого був Петро Чернега, а головою сільради став Олекса Драпайло (Драгой).
У 1941 р. село опинилося під владою третього колонізатора. Німці насильно забирали молодь на примусові роботи в Німеччину. Таким чином було вивезено 60 людей. Повернулося до рідного краю 25 осіб, пропало безвісти — 10, а решта — переїхали в Америку, Канаду, Австралію, Польщу, Аргентину. Війна принесла багато горя. Один ворог відступав, приходив інший, який не мав у душі нічого святого. Жменька нескорених повстанців перебували в глибокому підпіллі. Під час визвольної боротьби загинули в бою або були смертельно поранені 20 односельців. У селі Колодійові під час облави загинули Михайло Швікун і Петро Маланчук. У Цвітові був поранений облавниками Михайло Бекеш. Кров'ю залита дорога від Цвітови до Войнилова, куди везли тіло загиблого. На ріці Дністер був смертельно поранений Михайло Білий. Григорій Наконечний, щоб не здатися в руки катам, порізав собі вени. Зникли безвісти: Петро Наконечний, Василь Ракута, Василь Драпайло, Василь Приймич, Петро Демчук.
1945—1947 роки були дуже важкими. Голод і епідемія тифу забрали життя молодих людей.
У 1951 р. в селі був насильно організований колгосп. Головою колгоспу став Петро Драпайло, головою сільради — Степан Заболітний. Голови часто мінялися. За роки радянської влади були вбиті селяни, які не хотіли брати зброю в руки та поповнювати лави Червоної армії, а саме: Василь Драпайло, Василь Наконечний, Микола Гудяк. У тюрмах кадебістів загинули брати Олекса і Микола Левицькі, Федір Білан. По-звірячому була вбита вчителька Михайлина Драпайло, а її сім'ю виселили в Сибір. Також заслана на 10 років тяжкої праці в сибірські ліси Марія Левицька за те, що у клубі пронесла синьо-жовтий прапор.
19 травня 1959 р. Войнилівський райвиконком ліквідував Луцьку сільраду з приєднанням до Сівковойнилівської сільради.

## Відомі люди

### Народились
- Стефан Кіржецький (1894—1985) — вояк УСС та УГА, суспільний діяч та священник УГКЦ в діаспорі, перший духовник філії Українського Католицького Університету імені святого Климента у Вашінгтоні.
- Василь Наконечний (9.09.1926) — контррозвідник дивізії СС «Галичина», вояк УПА, політв'язень концтаборів у Воркуті.[9]
- Галина Марій (* 1960) — українська журналістка, літераторка.

## Соціальна сфера
- Церква св. Іоана Златоустого збудована 1888 року, пам'ятка архітектури місцевого значення № 773[10][11]. Австрійська армія конфіскувала в серпні 1916 р. у луківській церкві 3 давні дзвони діаметром 46, 39, 31, вагою 46, 29, 16 кг, виготовлені в 1700 р. Після війни польська влада отримала від Австрії компенсацію за дзвони, але громаді села грошей не перерахувала.[12]
- Народний дім.[13]
- Школа І-ІІ ст.[14] на 190 учнівських місць.[15]
- 214 дворів, 496 мешканців.

Неподалік села знаходиться природний заповідник.
Також є свинокомплекс ТзОВ «Даноша».

## Фото

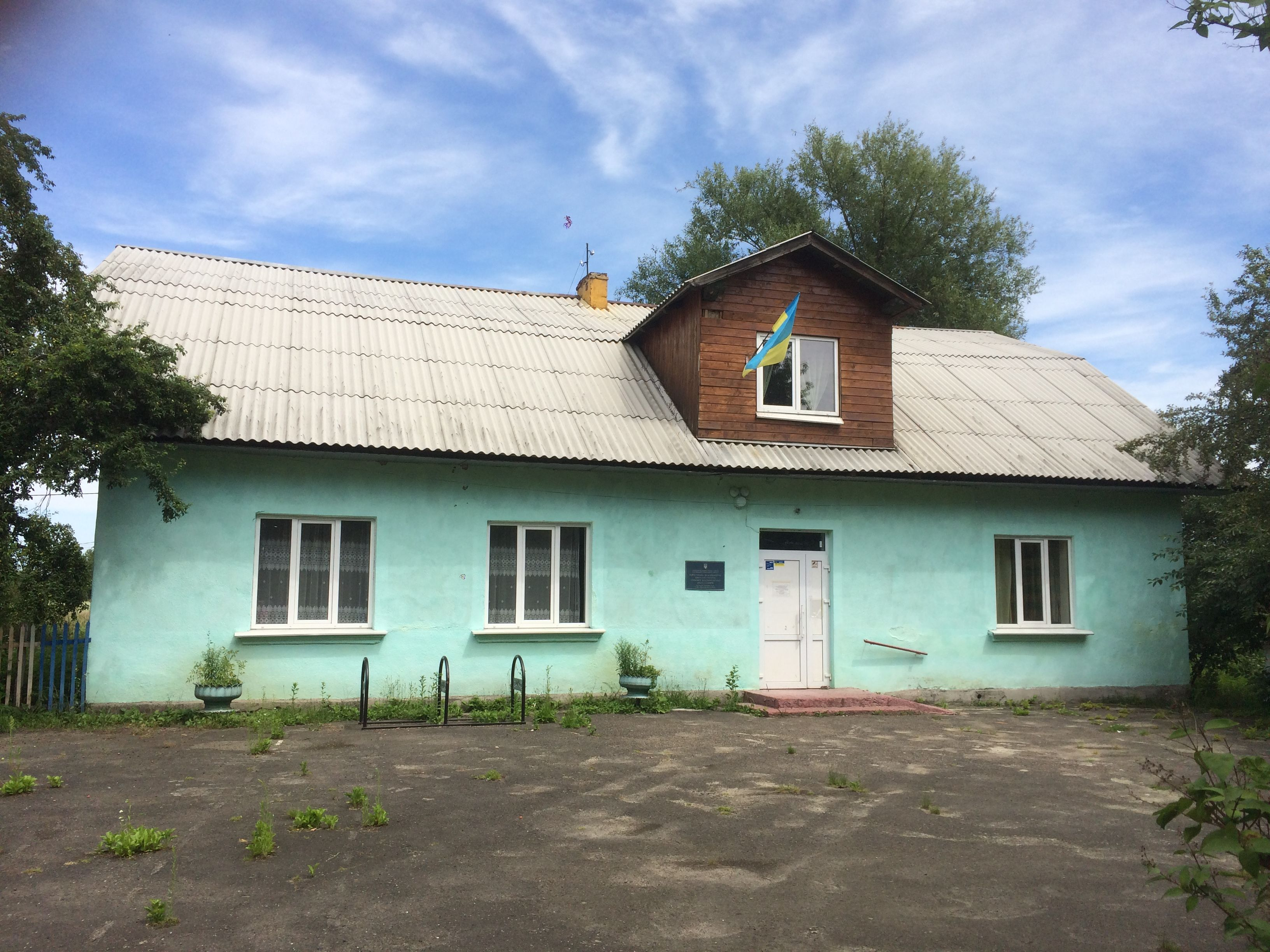
Школа
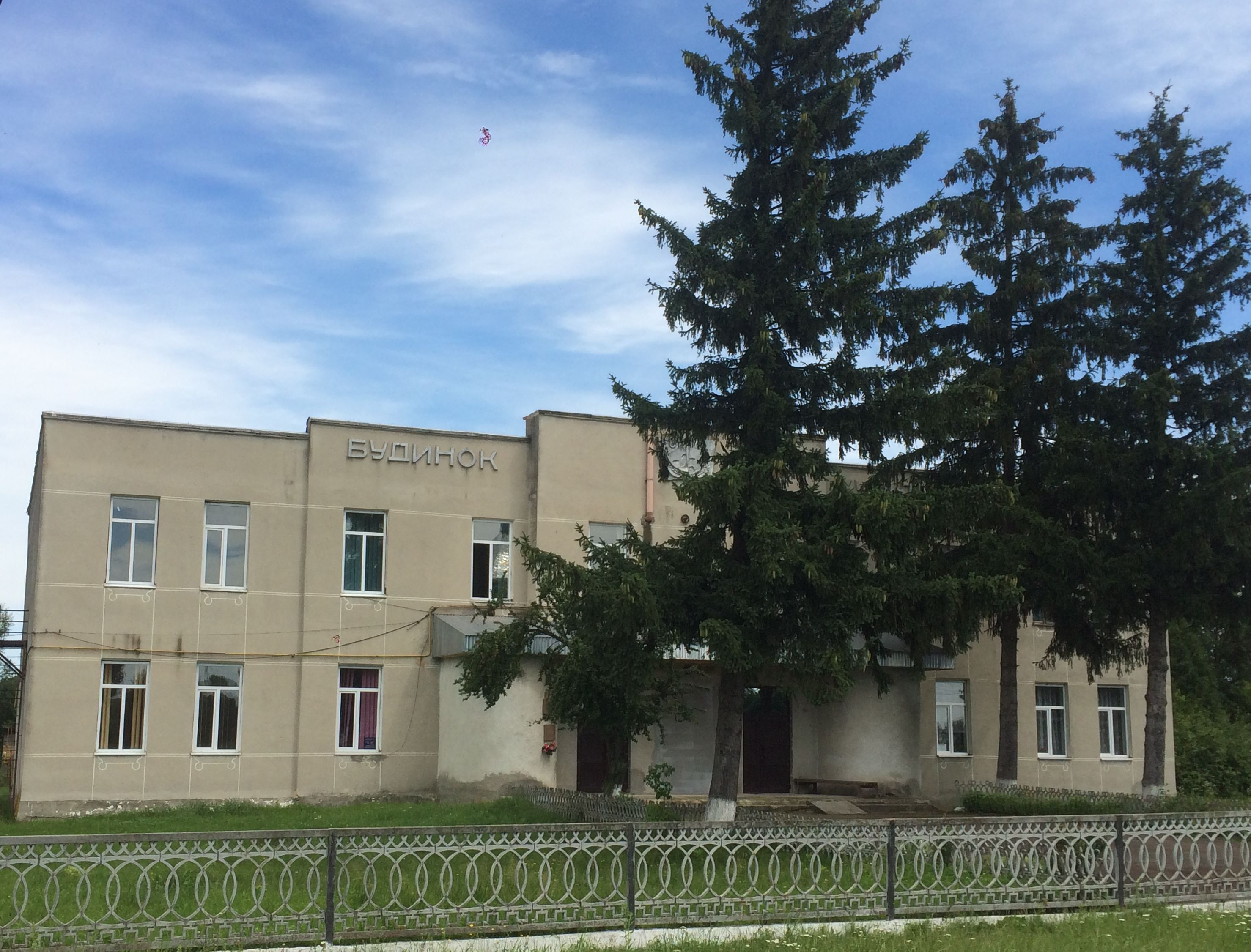
Луківський будинок культури
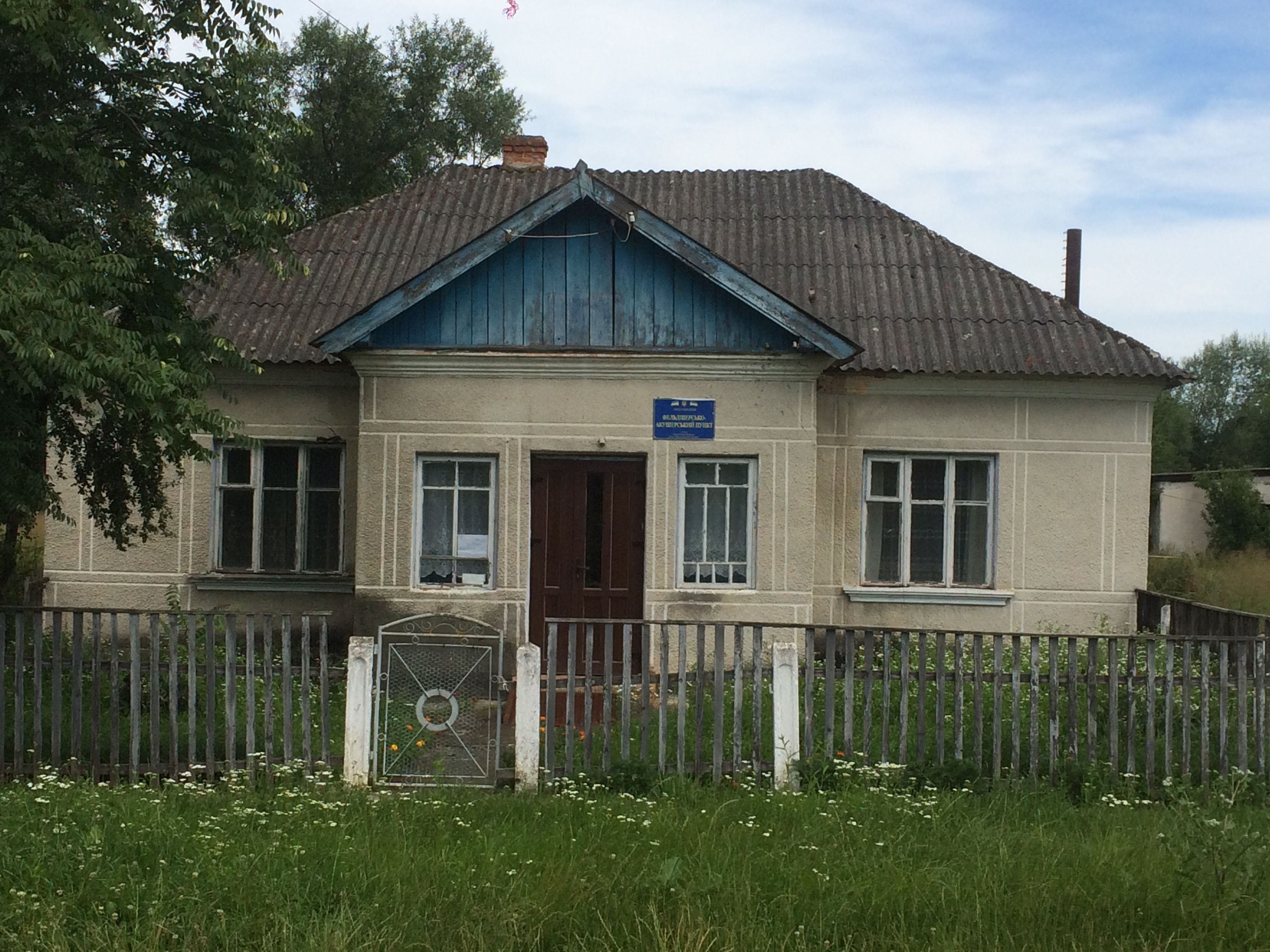
ФАП
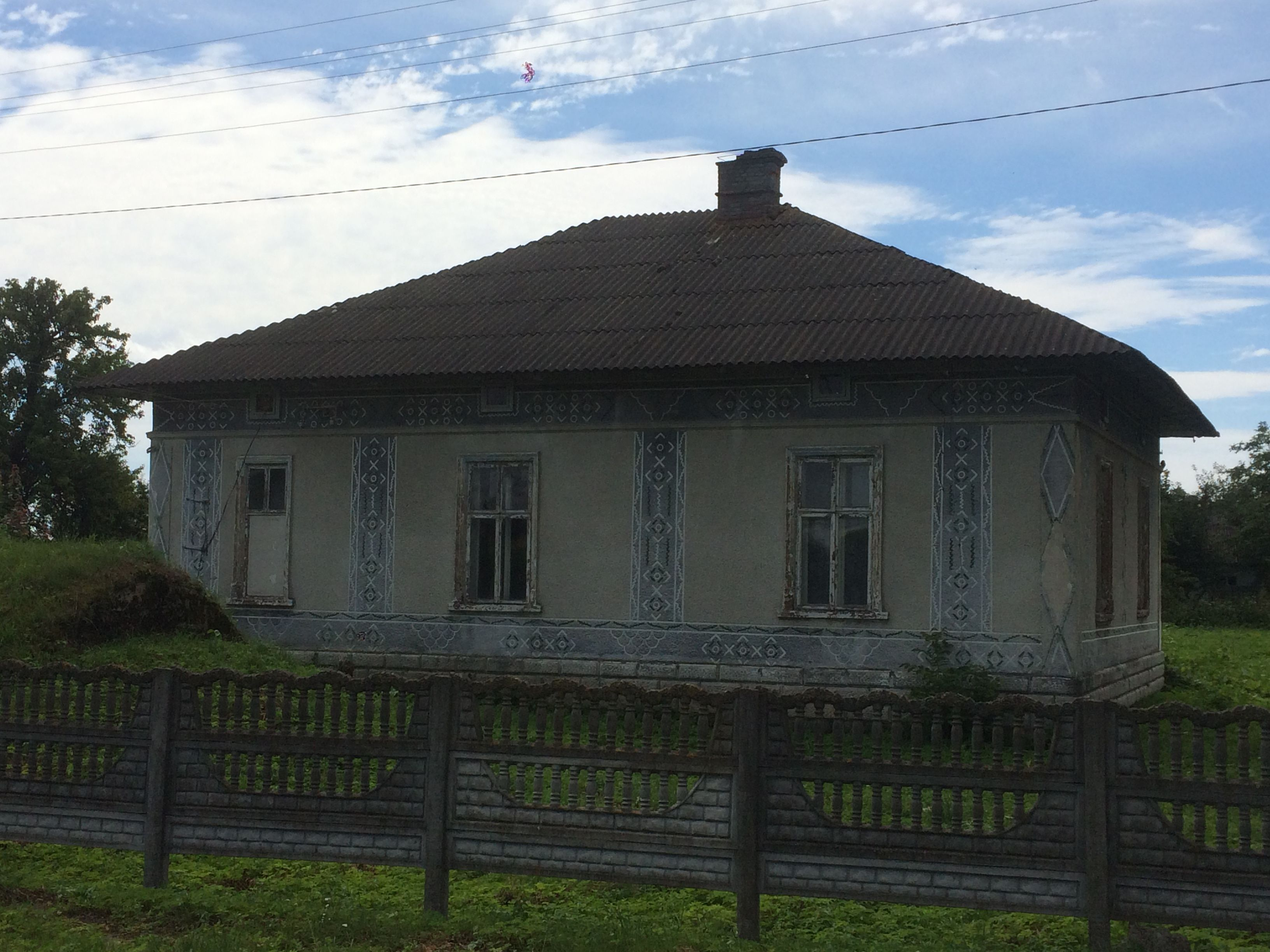
Колишня плебанія
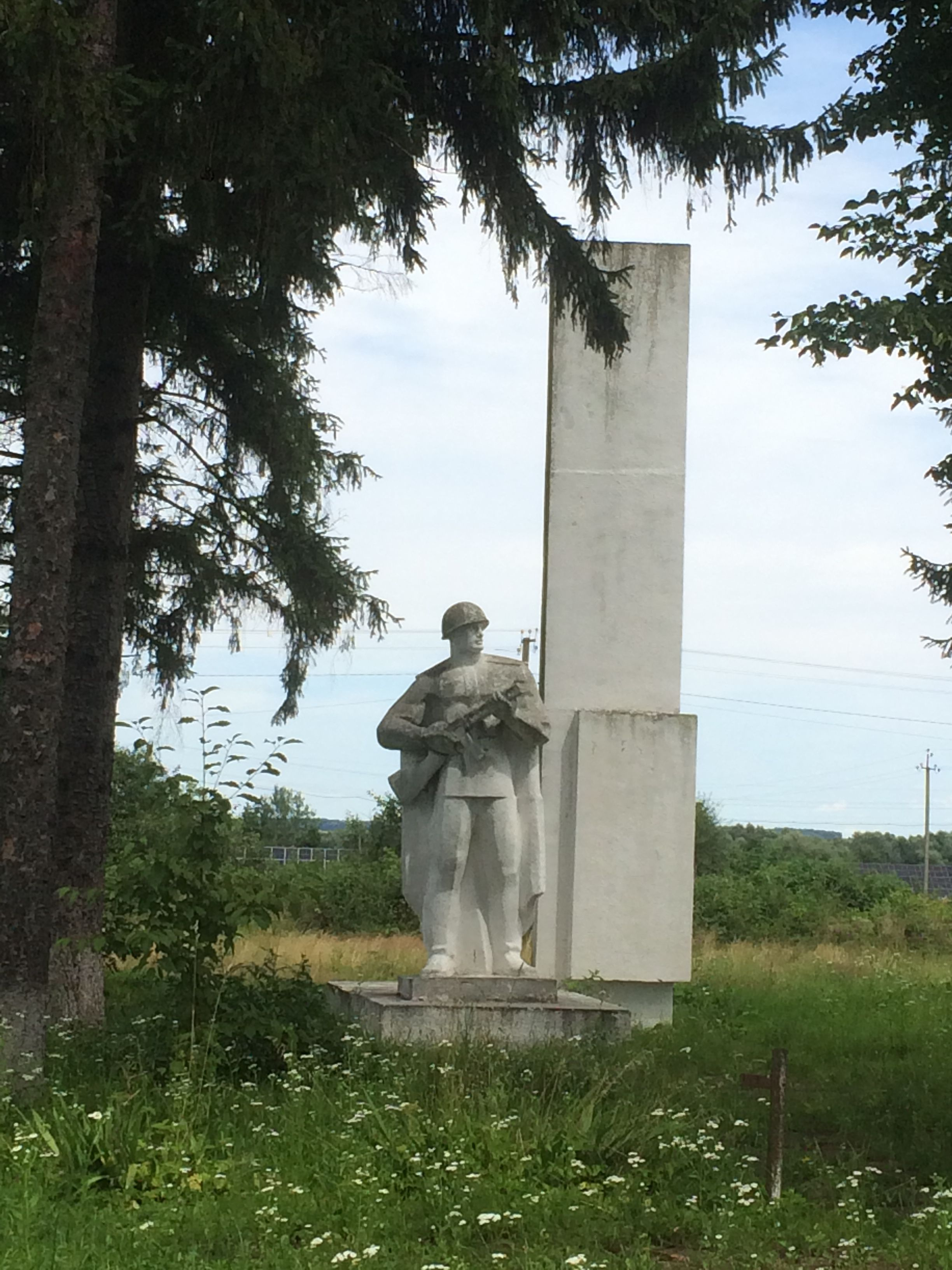
Радянський монумент

## Вулиці
У селі є вулиці:
- Берегова
- Богдана Хмельницького
- Дністровська
- Зелена
- Липиця
- Михайла Грушевського
- Михайла Коцюбинського
- Молодіжна